# Mawsonascaris pastinacae
Mawsonascaris pastinacae is een rondwormensoort. De wetenschappelijke naam van de soort is voor het eerst geldig gepubliceerd in 1819 door Rudolphi.